# Магически квадрат
Магически квадрат в математиката и комбинаториката се нарича таблица n×n (с n на брой клетки във всеки ред и колона), запълнена с n² естествени числа (1, 2, 3, … n²), присъстващи само по веднъж, по такъв начин, че всеки ред, колона, както и двата диагонала, да правят една и съща сума (наричана „магическа константа“). Според четността на страната му n магическите квадрати се делят на четни и нечетни. Магическият квадрат е частен случай на латинския квадрат.

## История
Най-старото описание на магически квадрат идва от Древен Китай, датирано е около 80 г. пр.Хр., но вероятно задачата е от много преди това. Пъзелът се нарича „хау ту“ и се състои от клетки в квадрат 3×3, запълнени с числата от 1 до 9, като сборът от всеки три числа в един ред, колонка или диагонал е точно 15.
Изображения на магически квадрати са намирани и в Индия, като най-старите са отнесени към 1 век. Популярни за индуските паметници са квадратите 4×4, където магическата константа е 34.

## Свойства
Главното свойство на магическия квадрат без значение от неговата големината е еднаквата сума на числата в редовете, колоните и диагоналите. Това свойство се запазва и при следните действия:
- Завъртането около центъра.
- Хоризонтално, вертикално или диагонално обръщане.
- Добавянето на, изваждането от или умножението с произволно число.

Вариантите за магически квадрат със страна n равна на 1, 2, 3, 4 и 5 (без завъртания и обръщания) са съответно 1, 0, 1, 880, 275 305 224 (последователност A006052 в OEIS). Не съществува магически квадрат със страна 2. Вариантите за магически квадрат със страна 6 се изчисляват приблизително на 1,7745×1019.

## Магическа константа
Магическата константа е сумата на числата във всеки ред, колона и диагонал на магическия квадрат. Нейната стойност се изчислява по формулата {\displaystyle n\cdot {\frac {n^{2}+1}{2}}}, където n е страната на магическия квадрат.

## 3×3
Има само един начин за подредба на числата от 1 до 9 в квадрат 3×3, като чрез завъртане (4 варианта) и огледалните им варианти (по 2) дават общото количество от 8 варианта. Числото 5 винаги е в средата, като така участва в средните колона и ред, както и в двата диагонала. Останалите по четири броя числа по-малки и по-големи от 5, взаимно се компенсират, за да се получи сумата 15 (1 с 9, 2 с 8, 3 със 7, 4 с 6).
| 8 | 1 | 6 |
| 3 | 5 | 7 |
| 4 | 9 | 2 |

| 4 | 3 | 8 |
| 9 | 5 | 1 |
| 2 | 7 | 6 |

| 2 | 9 | 4 |
| 7 | 5 | 3 |
| 6 | 1 | 8 |

| 6 | 7 | 2 |
| 1 | 5 | 9 |
| 8 | 3 | 4 |

| 4 | 9 | 2 |
| 3 | 5 | 7 |
| 8 | 1 | 6 |

| 2 | 7 | 6 |
| 9 | 5 | 1 |
| 4 | 3 | 8 |

| 6 | 1 | 8 |
| 7 | 5 | 3 |
| 2 | 9 | 4 |

| 8 | 3 | 4 |
| 1 | 5 | 9 |
| 6 | 7 | 2 |

## 4×4
| 2  | 16 | 13 | 3  |
| 11 | 5  | 8  | 10 |
| 7  | 9  | 12 | 6  |
| 14 | 4  | 1  | 15 |

При магическия квадрат 4×4 магическата константа е 34, като числата във всеки съставящ го подквадрат 2×2, както и в централния квадрат 2×2, отново имат сума 34. Също и сборът от четирите ъглови клетки е 34.

## Приноси
Албрехт Дюрер (1471 – 1528) в гравюрата си „Меланхолия I“ рисува магически квадрат 4×4, който съдържа в двете долни полета „1514“ – годината, когато е създадена творбата. Двете крайни долни полета 4 и 1 се свързват с инициалите на Албрехт Дюрер – 4-тата и първата буква „D“ и „A“. Това е най-старата запазена творба в европейското изкуство, съдържаща магически квадрат. Квадратът е свързан с Юпитер и целта му е да победи меланхолията.
Върху една от фасадите на Саграда Фамилия в Барселона, концептуализирана от Антони Гауди (1852 – 1926), има вариант на магически квадрат 4×4. Квадратът е хоризонтално и вертикално обърнато копие на „Меланхолия I“ на Дюрер, на който от 4 клетки е извадено 1, за да може магическата константа да е 33 - Христовата възраст.

## Галерия
- Известни магически квадрати
- Магически квадрат 4×4 от храма Паршваната (Индия), 12 век
- Желязна плоча с магически квадрат 6×6, династия Юен (1271 – 1368)
- 9×9 от 1593 г. на китайския математик Ченг Дауей (1533 – 1606)
- 6×6, арабски манускрипт от 16 век
- Страница от Oedipus Aegyptiacus (1653) на Атанасий Кирхер
- Симон де ла Лубер и неговото изследване върху историята на кралство Сиам, 1693 г.
- Четирите варианта на 3×3, индуски манускрипт от 19 век